# 소피아 대학교
소피아 대학교(불가리아어: Софийски университет, 영어: Sofia University)는 불가리아 소피아에 위치한 대학교이다. 1888년 설립되었으며, 불가리아의 가장 오래된 고등교육기관이다.

## 교육편제
소피아 대학교는 16개 학부와, 단독 3개 학과의 교육과정을 제공하고 있다.
- 생물학부
- 화학·약학부
- 고전·현대철학부
- 경제·경영학부
- 교육학부
- 지리·지질학부
- 역사학부
- 언론·대중매체학부
- 법학부
- 수리·통계학부
- 철학 학부
- 정신학부
- 유아·초등교육학부
- 슬라브학부
- 신학부
- 의학부
- 언어학과
- 정보·교직학과
- 체육학과